# Кикучи-линия

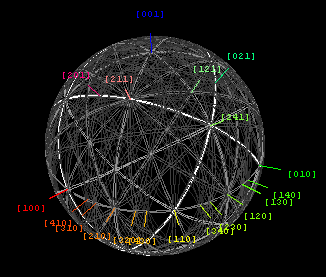
Карта пар линий Кикути до 1/1Å для 300 кэВ электронов в гексагональном сапфире (Al_{2}O_{3}), с подписанными некоторыми пересечениями.

Кикучи-линия или линия Кикучи (от имени японского физика Сэйси Кикути) — пара полос, образующихся при электронной дифракции от монокристалла. Это явление можно наблюдать при дифракции отражённых электронов в РЭМ и в просвечивающем электронном микроскопе на достаточно толстой для многократного рассеяния области образца. Полосы служат "дорогами в ориентационном пространстве" для микроскопистов, которые не уверены в том, что они наблюдают. Их следует отличать от дифракционных рефлексов, которые то погасают, то возникают вновь при повороте кристалла. Линии Кикучи размечают ориентационное пространство посредством хорошо определяемых пересечений (называемых зонами или полюсами) так же, как и путями, соединяющие пересечения.
Экспериментальные и теоретические карты геометрии полос Кикучи также, как их аналоги в прямом пространстве, например, изгибный контур (bend contours), картины каналирования электронов (electron channeling patterns) и карты видимости границ (fringe visibility maps) всё более полезны в микроскопии кристаллических и нанокристаллических материалов. Поскольку каждая линия Кикучи связана с Брэгговской дифракцией с одной стороны одного набора плоскостей решетки, то этим линиям могут быть приписаны те же индексы Миллера или обратной решетки, что используются для обозначения обычных дифракционных рефлексов. Пересечения полос Кикучи, иначе говоря зоны, обозначаются посредством индексов прямой решетки, то есть, которые представляются умножением базисных векторов a, b и c.
Линии Кикучи формируются из дифракционных картин рассеянных электронов. Например, в результате теплового колебания атомов. Основными особенности их геометрии могут быть выведены из простого эластичного механизма, предложенного в 1928 году Сэйси Кикути.
В случае рассеяния рентгеновских лучей – эти линии называются линиями Косселя.

## Получение экспериментальных картин и карт

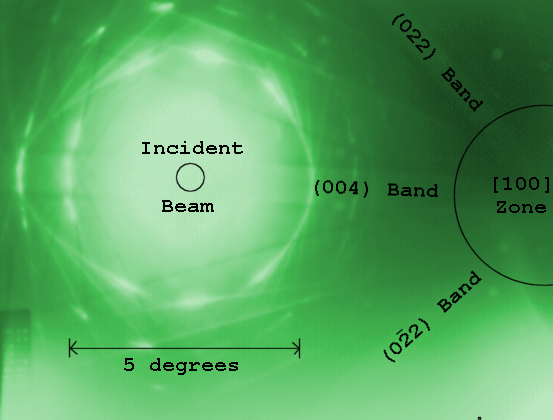
Линии Кикучи на дифракционной картине в сведённом пучке от монокристалла кремния, полученная при ускоряющем напряжении в 300 кэВ.

Рисунок слева показывает линии Кикучи, соответствующие зоне [100] кремния с приблизительным отклонением пучка от неё на 7,9° вдоль полосы Кикучи (004).
Динамический диапазон изображения столь велик, что только часть плёнки не засвечена. Легче следовать линиям Кикучи по люминесцентному экрану, когда глаза уже привыкли к темноте, нежели чем по неподвижным отпечаткам на бумаге или плёнке, хотя и человеческий глаз, и фотографическая плена имеют приблизительно логарифмический отклик на интенсивность освещения.

## Аналоги обычного пространства

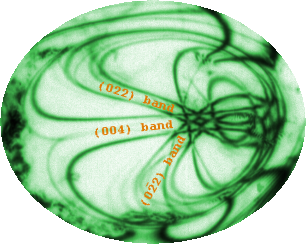
Кремниевая [100] звезда кривых качания, зафиксированная в эллиптической области около 500 нанометров шириной.

Линии Кикучи служат для выделения края плоскостей решётки в дифракционных картинах толстых образцов. Поскольку Брегговские углы в дифракции высокоэнергетических электронов очень малы (~1⁄4 угла для 300 кэВ)), полосы Кикучи весьма узки в обратном пространстве. Это также значит в изображениях в обычном пространстве, что край плоскостей решётки (lattice planes edge).

### Изгибные контуры и кривые качания (Bend contours and rocking curves)

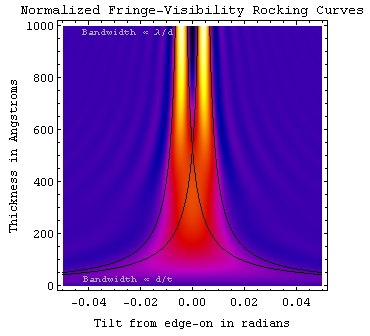
Изгибные контуры и край видимости решётки (Bend contour and lattice fringe visibility) как функция толщины образца и наклона пучка.

Кривые качания (слева) являются графиками отражённой электронной интенсивности, как функции угла между случайным и нормальным положением электронного пучка для установления кристаллических плоскостей в образце.

### Карты видимого края кристаллической решётки (Lattice fringe visibility maps)
Вы можете видеть из кривой качания изменение толщины образца до 10 нанометров и меньше (например для 300 кэВ электронов и lattice spacings около 0,23 нм) диапазон углов наклона, что приводит к дифракции и/или контраст края решётки (lattice-fringe visibility) становится обратно пропорционален толщине образца. Геометрия видимого края решётки (lattice-fringe visibility), вследствие этого, становится полезной при изучении наноматериалов в электронном микроскопе, так же как и изогнутые контуры (bend contours) и линии Кикучи полезны в изучении монокристаллических образцов (например металлических и полупроводниковых образцов с толщиной в десяти-микрометровом диапазоне).

### Карты каналированых электронов
Вышеперечисленные методы включают детектирование всех электронов, которые проходят через тонкий образец, как правило в просвечивающем электронном микроскопе. В растровом электронном микроскопе, с другой стороны, как правило, смотрят на электроны поднимающиеся, когда растер сфокусированного электронного пучка через толстый образец. Картины каналированых электронов подчеркивают эффект ассоциации с краем плоскостей кристаллической решётки (edge-on lattice planes), что наблюдается в растровом электронном микроскопе во вторичных или обратно рассеянных электронах.